# Body Feels EXIT
〈Body Feels EXIT〉Avex trax 레이블의 아무로 나미에.1995년 10월 25일 발매, 의 데뷔 솔로 싱글이다. 이전 레이블인 EMI 뮤직 재팬와 함께한 그녀의 유일한 앨범 이후 9일 만에 발매된 Body Feels EXIT  는 오리콘 차트 3위 안에 데뷔했으며 24개 연속 톱 10 솔로 싱글 중 첫 번째가 되었습니다.

## 정보
Body Feels EXIT는 그녀가 SUPER MONKEY'S 와 함께한 두 개의 이전 싱글인 Stop the music 과 太陽の SEASON 에만 독점적으로 참여했기 때문에 그녀의 세 번째 싱글로 간주될 수 있습니다. 나미에와 코무로 테츠야의 콜라보레이션이 시작되는 순간이기도 하다. 신나는 댄스곡이라고 할 수 있습니다. Body Feels EXIT 는 당시 큰 히트를 쳤으며 가수의 가장 인기 있는 노래 중 하나이자 팬이 가장 좋아하는 노래로 남아 있습니다. 이 노래의 원래 버전은 그녀의 첫 정규 앨범인 SWEET 19 BLUES 에는 나오지 않았지만, 그녀의 첫 번째 히트곡 모음집인 181920에는 수록되었습니다.
이 싱글은 매장에 400,000장이 배송되어 RIAJ로부터 플래티넘 인증을 받았습니다.

## 타이토 광고 캠페인
보디 필스 엑시트의 영문 버전은 유로비트 음악가 버지넬이 제작하였다. 이 곡은 수퍼 유로비트 볼륨 80 : 리퀘스트 카운트다운 80(1997년)의 보너스 디스크에 수록되어 있다.

## 인물
- 아무로 나미에 : 보컬, 백그라운드 보컬
- 코무로 테츠야 : 백그라운드 보컬

## 제작
- 프로듀서 : 코무로 테츠야

## 순위
- 일본 오리콘 판매 차트

| 출시일           | 통계자료              | 최고 순위 | 첫 주 판매량 | 총 판매량  | 순위 지속 기간 |
| ---------------- | --------------------- | --------- | ------------ | ---------- | -------------- |
| 1995년 10월 25일 | 오리콘 주간 싱글 차트 | 3위       | 221,420 장   | 881,640 장 | 19 주          |

| 출시일           | 통계자료                  | 순위  | 총 판매량  |
| ---------------- | ------------------------- | ----- | ---------- |
| 1995년 10월 25일 | 오리콘 1995년도 연말 차트 | 70 위 | 510,880 장 |

| 출시일           | 통계자료                  | 순위  | 총 판매량  |
| ---------------- | ------------------------- | ----- | ---------- |
| 1996년 10월 25일 | 오리콘 1996년도 연말 차트 | 83 위 | 370,760 장 |